# Academia Yuelu
La academia Yuelu, conocida también como academia Yuelu de estudios clásicos, está situada al lado de las montañas Yuelu, en la ciudad de Changsha, en la provincia china de Hunan. 

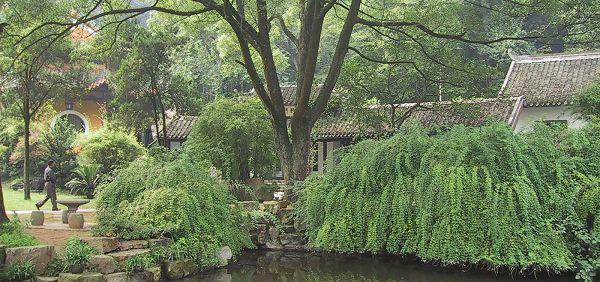
La academia Yuelu.

Fue fundada en el año 976, noveno año del reinado de la dinastía Song, y fue una de las cuatro academias imperiales de estudios superiores. Está postulada como la universidad más antigua del mundo entre las existentes. Los discípulos de Confucio, Zhu Xi y Zhang Shi estudiaron en esta institución.
En 1903 la academia se convirtió en universidad y en 1925 se estableció en el lugar la Universidad de Hunan. Desde su fundación, la academia Yuelu ha gozado de un elevado prestigio como institución cultural y centro de actividades académicas.
Ha sido testigo de más de mil años consecutivos de historia y es la única de las antiguas academias chinas de estudios clásicos que se ha convertido en una institución moderna de estudios superiores. Como parte integrante de la Universidad de Hunan, la academia se ha consolidado como un centro de investigación del idioma Han y es uno de los principales centros académicos y culturales del país.
- Datos: Q2037593
- Multimedia: Yuelu Academy / Q2037593